# 即時グロス決済
即時グロス決済（そくじグロスけっさい、Real time gross settlement、RTGS）は、資金移動システムにおける決済処理方式の一種である。
決済を1件ずつ即時に行う方法であり、決済の停滞が連鎖することによるシステミック・リスクを低減できる。
時点ネット決済の対になる処理方式である。

## RTGS採用システム
- Fedwire - 米国連邦準備制度
- 日銀ネット - 日本銀行

## RTGSを採用した通貨
- RTGSドル（ジンバブエ・ドル） - ジンバブエ（2019年 - 2024年[1]）